# Euthynnus affinis
Il tonnetto indopacifico (Euthynnus affinis, Cantor, 1849)), è un pesce osseo marino della famiglia Scombridae.

## Descrizione
Questa specie ha un aspetto abbastanza simile a quello del tonnetto alletterato, fusiforme e robusto ma più allungato. Su entrambe le mascelle è presente una serie di piccoli denti di forma conica. Le scaglie sono presenti solo nella zona toracica (corsaletto) e lungo la linea laterale. Le pinne dorsali sono due, separate da un piccolo spazio. La prima è composta di raggi spinosi, con un lobo alto e appuntito nella parte anteriore e bassa nella posteriore, la seconda piccola, di raggi molli. La pinna anale è identica alla seconda dorsale, inserita in posizione leggermente posteriore. Le pinne pettorali sono piccole. Sul peduncolo caudale sono presenti da 8 a 10 pinnule nella parte dorsale e da 6 a 8 in quella ventrale; su entrambi i lati dello stesso è presente una lunga carena accompagnata da due più piccole disposte simmetricamente sopra e sotto. La vescica natatoria è assente.
Il colore del dorso è blu scuro con linee scure irregolari dalla metà della prima dorsale fino al peduncolo caudale. Il ventre e i fianchi sono bianco argenteo. Alcuni punti scuri sono presenti tra le pinne pettorali e le pinne ventrali.
La taglia massima nota è di 100 cm, mediamente misura circa 60 cm. Il peso massimo noto è di 14 kg.

## Distribuzione e habitat
Diffuso nelle regioni tropicali e subtropicali dell'Indo-Pacifico, occasionalmente fino all'Oceano Pacifico orientale. Si trova sia lungo le coste continentali che su quelle delle isole oceaniche.
È un pesce pelagico che però non si allontana dalle acque costiere. I giovanili si trovano talvolta in porti e golfi con acqua poco profonda.

## Biologia
Specie migratrice. Forma banchi numerosi fino a 5000 individui mescolandosi con altri scombridi di taglia simile (gregarismo per taglia).

### Alimentazione
È un predatore non specializzato, si nutre di pesci (soprattutto Clupeiformes e Atherinidae), calamari, crostacei e zooplancton.

### Predatori
Viene predato da marlin, Carcharhinus sorrah e tonni pinna gialla

## Pesca
Non esiste una pesca commerciale mirata a questa specie. È una comune cattura accessoria per le marinerie che effettuano pesca a traina, con reti da circuizione e reti da posta. Nonostante il suo ruolo secondario nella pesca E. affinis ha una notevole importanza economica, viene utilizzato sia nell'alimentazione umana che nella produzione di mangimi per animali domestici.

## Conservazione
Questa specie viene classificata dalla IUCN come a rischio minimo di estinzione dato che sembra essere molto comune in tutto l'areale e che non è soggetta ad una forte pressione di pesca. Tuttavia una frazione rilevante delle catture pare che non venga segnalata alle autorità.